# دیوید استاهل
دیوید استاهل (انگلیسی: David Stahel؛ زادهٔ ۱۹۷۵ (۴۹–۵۰ سال)) تاریخ‌نگار اهل نیوزیلند است. او در تاریخ نظامی آلمان در جنگ جهانی دوم تخصص دارد. استاهل چندین کتاب در مورد عملیات نظامی شش ماه اول جبهه شرقی (جنگ جهانی دوم) نبرد کیف (۱۹۴۱) و نبرد مسکو نوشته‌است.